# Eriopyga jamaicensis
Orthodes jamaicensis là một loài bướm đêm trong họ Noctuidae.